# Station Hố Nai
Station Hố Nai is een spoorwegstation in Hố Nai 3, een xã in het district Trảng Bom van de Vietnamese provincie Đồng Nai. Station Hố Nai ligt aan de Noord-zuid spoorweg, die Station Sài Gòn met Station Hanoi verbindt.
Station Hanoi · Station Phu Ly · Station Nam Dinh · Station Thanh Hoa · Station Hai Phong · Station Vinh · Station Đồng Hới · Station Dong Ha · Station Hue · Station Da Nang · Station Tam Ky · Station Quang Ngai · Station Dien Tri · Station Tuy Hoa · Station Nha Trang · Station Muong Man · Station Sài Gòn